# トゲオヒメドリ
トゲオヒメドリ （学名：Ammodramus caudacutus）は、スズメ目ホオジロ科に分類される鳥類。